# Apple Vision Pro
L'Apple Vision Pro est un casque de réalité mixte produit par Apple Inc. Il a été annoncé le 5 juin 2023 lors de la Worldwide Developers Conference 2023. Le casque d'Apple est considéré comme un pionnier de l'« informatique spatiale », apportant ainsi de nouvelles perspectives.
Sorti le 2 février 2024 aux États-Unis, son prix est de 3 500 dollars. L'appareil est mis en vente à partir du 28 juin 2024 en Chine, au Japon et à Singapour. Le Vision Pro est lancé au Royaume-Uni, en Allemagne, en France, en Australie ainsi qu'au Canada à partir du 12 juillet 2024, puis aux Émirats arabes unis et en Corée du sud le 15 novembre 2024.
La production est toutefois stoppée en 2025 du fait de ventes décevantes. 

## Développement
En mai 2015, Apple a acquis la société allemande de réalité augmentée Metaio. La société avait l'intention d'utiliser la technologie de Metaio dans son projet de voiture électrique, nom de code « Project Titan ». Cette année-là, Apple a embauché Mike Rockwell de Dolby Laboratories. Rockwell a formé une équipe qui comprenait le cofondateur de Metaio, Peter Meier, et le directeur d'Apple Watch, Fletcher Rothkopf. L'équipe a développé une démo AR en 2016, mais s'est heurtée à l'opposition de Jony Ive, alors directeur de la conception, et de son équipe. Jeff Norris, expert en réalité augmentée et réalité virtuelle (VR) et ancien spécialiste de la NASA, a été embauché en avril 2017. L'équipe de Rockwell a contribué à la livraison d'ARKit en 2017 avec iOS 11. En novembre 2017, Apple a acquis la société canadienne MR Vrvana pour 30 millions de dollars. Le Vrvana Totem a pu superposer des animations entièrement opaques et en couleurs vraies sur le monde réel plutôt que sur les projections fantomatiques d'autres casques AR, qui ne peuvent pas afficher la couleur noire. Il a pu le faire tout en évitant le décalage souvent perceptible entre les caméras capturant le monde extérieur et en conservant simultanément un champ de vision de 120 degrés à 90 Hz. Le Totem a également utilisé des illuminateurs IR et des caméras infrarouges pour effectuer un suivi spatial et manuel,.
Selon The Information, l'équipe de Rockwell a cherché à créer un casque et a travaillé avec l'équipe d'Ive. Selon cette même source, la décision de révéler les yeux du porteur à travers un écran oculaire orienté vers l'avant a été bien accueillie par l'équipe de design industriel. Le développement du casque a connu une période d'incertitude avec le départ d'Ive en 2019. Son successeur, Evans Hankey, a quitté l'entreprise en 2023.
Des informations sur un casque, alors connu sous le nom de Reality Pro, ont commencé à faire surface en 2022. En mai 2022, Bloomberg News a rapporté que les dirigeants d'Apple, y compris le PDG Tim Cook, avaient prévisualisé l'appareil. La société a commencé à recruter des réalisateurs pour développer du contenu pour le casque en juin. L'un de ces réalisateurs, Jon Favreau, a été recruté pour donner vie aux dinosaures de son émission Apple TV+ Prehistoric Planet.
Le journaliste de Bloomberg Mark Gurman a écrit en janvier 2023 que les projets de casque AR avaient été suspendus. Gurman a partagé de plus amples informations sur le casque en avril et a noté qu'Apple tentait d'attirer des développeurs pour créer des logiciels et des services. Selon Apple, la société a déposé plus de 5 000 brevets pour des technologies qui ont contribué au développement de Vision Pro.
Apple souhaitait vendre initialement 800 000 exemplaires du casque en 2024 puis ce chiffre a été réduit de moitié,, la firme stoppe la production début janvier 2025 ayant un stock important d'invendus.
Mark Gurman annonce en avril 2025 qu'Apple préparerait deux nouveaux casques potentiellement pour courant 2026.

## Caractéristiques

### Matériaux
L'Apple Vision pro est tout d'abord composé d'un cadre en aluminium. Un bourrelet moelleux situé entre le casque et le crâne de l'utilisateur permet de protéger le front. Un bandeau souple et ajustable, passant derrière le crâne, permet de faire tenir le casque sur la tête de l'utilisateur.

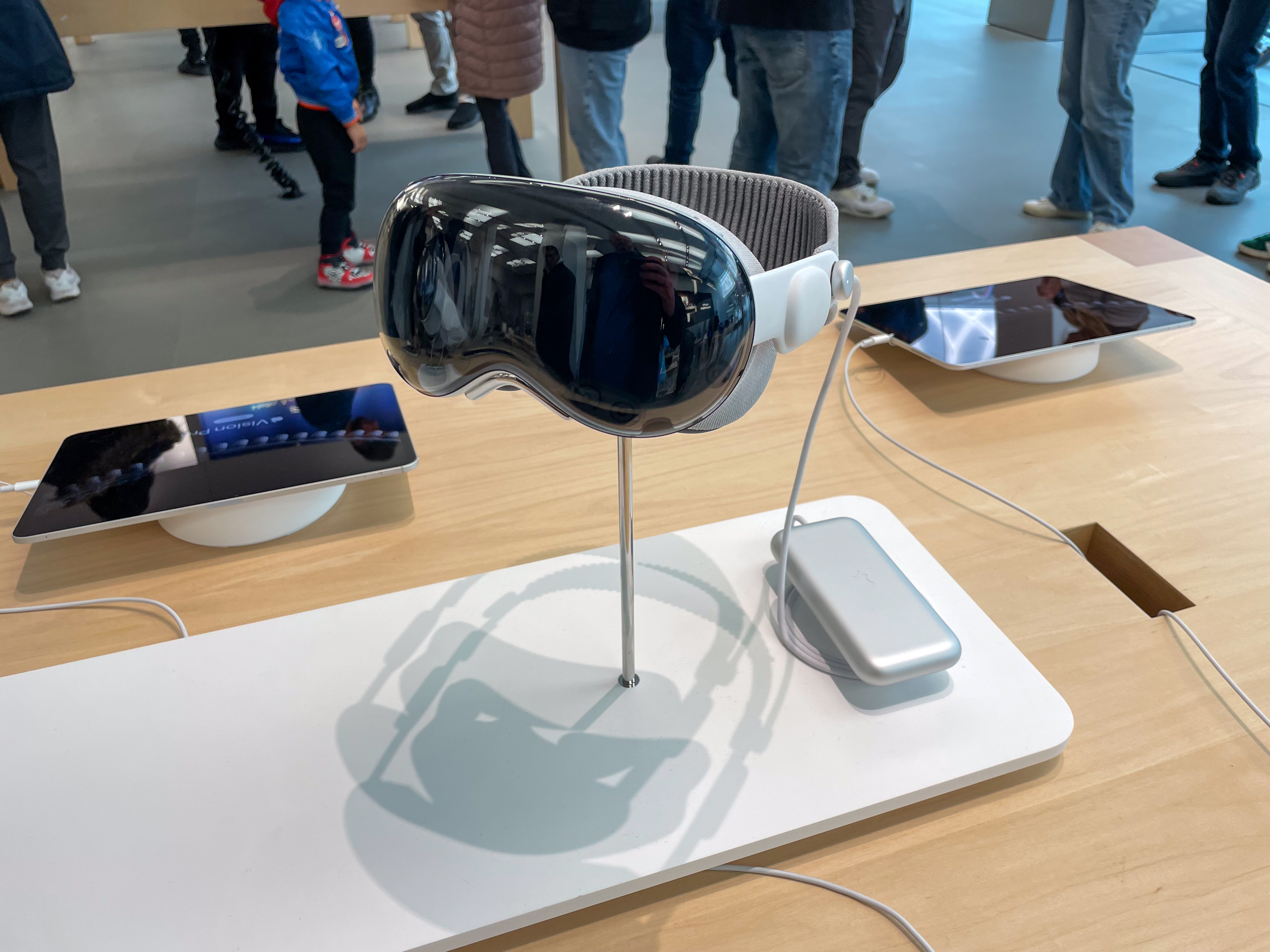
L’Apple Vision Pro.

Au niveau des écrans, le casque à réalité mixte d'Apple en possède 3 produits de Sony. Le tout premier est situé sur le cadre d'aluminium. Le casque possède également deux petits écrans micro OLED 4K de 23 millions de pixels,. Grâce à la technologie EyeSight, l'utilisateur peut voir une personne située en face de lui et cette dernière peut voir une vidéo de ses yeux.
De nombreux capteurs et caméras sont situés dans l'Apple Vision Pro. Au moins quatre caméras sont dirigées vers l'extérieur: les deux premières permettent de capter les éléments du monde extérieur et les deux autres, pointant vers le bas, permettant de visualiser les mains et de retranscrire les gestes en commandes,. À l'intérieur, un mécanisme réalisé de LED et de caméras infrarouges permettent de visualiser tous les mouvements des yeux de l'utilisateur, afin de savoir au mieux ce que ce dernier observe.
L'Apple Vision Pro possède également deux puces : la puce M2 qui est déjà utilisée par Apple dans ses MacBook Pro ainsi que la puce Apple R1, une puce spécifique à la réalité augmentée. La puce R1 est responsable des informations et du traitement de celles-ci, notamment les images recueillies par les caméras, alors que la puce M2 est chargée de réaliser les différentes opérations.
Deux haut-parleurs sont également placés sur le bandeau, tout près des oreilles. À la suite d'une analyse de la pièce, le casque ajustera le son afin d'offrir une excellente immersion.

### Accessoires
Apple Vision Pro est également compatible avec les inserts optiques personnalisés pour les personnes portant des lunettes. Ces lentilles se fixent magnétiquement à l'intérieur de l'écran et sont développées en partenariat avec Carl Zeiss AG. Le prix est de 99 dollars ou de 149 dollars en fonction des besoins.
Un étui de voyage est également disponible au prix de 199$. La partie externe est confectionnée en tissu renforcé à l'aide de polycarbonate et la partie intérieure est réalisée en microfibre, permettant de protéger le casque des rayures et des chocs. Il permet notamment de transporter et protéger l'Apple vision et plusieurs de ses accessoires, tels que la batterie externe ou les lentilles de la marque Carl Zeiss AG.

### Logiciel
L'appareil dispose d'un nouveau système d'exploitation appelé visionOS, avec une interface en trois dimensions.

## Applications
Dès le lancement du produit, plus de 600 applications seraient déjà disponibles sur l'Apple Vision Pro. Parmi les applications présentes sur le casque à réalité mixte d'Apple, on trouve par exemple des applications dédiées au travail (notamment de Microsoft 365 avec Excel, PowerPoint, Word), aux appels vidéo (Teams, Zoom), aux services de diffusion en continu (Disney+, Prime Video, Paramount+ ou encore TikTok) ou encore des jeux (tels que Fruit Ninja, What the Golf et Cut the Rope). Jean-Baptiste Kempf, président de VideoLAN, a annoncé qu'une version de VLC media player « était capable de tourner sur Vision Pro », mais que l'application n'était pas encore disponible car trop peu de casques à réalité mixte d'Apple sont présents sur le marché.
En Chine, des applications telles qu'Apple TV+, Disney+ ou encore Netflix ne seront pas disponibles. Apple s'est donc associé à Tencent afin de proposer, sur son propre casque à réalité mixte, des applications de l'entreprise chinoise. Cette entreprise propose diverses applications populaires telles que WeChat (application de communication textuelle et vocale), Tencent Pictures (société de production audiovisuelle), Tencent QQ (logiciel de messagerie instantanée) ou encore des jeux tels que Honor of Kings[réf. nécessaire].
Malgré les nombreuses applications déjà disponibles sur l'App Store de Vision OS, plusieurs applications telles que Netflix, YouTube ou encore Spotify ne seront pas disponibles sur la nouvelle machine d'Apple, en tout cas pas directement. Malgré les réticences de Google à réaliser des applications de ses services sur le casque à réalité mixte d'Apple, le géant informatique de Mountain View a finalement décidé de créer une application de son service de vidéo YouTube, sans donner plus d'information sur sa date de sortie.

## Critique
Malgré certaines caractéristiques plus avancées que sur d'autres casques, l'Apple Vision Pro ne fait pas l'unanimité,,.

### Qualités
Comme l'explique Scott Stein, la qualité des écrans et « l'absence [...] de processus de configuration de l'espace environnant » (contrairement aux autres casques déjà existants) sont deux qualités louables au casque d'Apple. L'utilisation du casque est également fort intuitive, notamment au travers de la notion d'« informatique spatiale » où nous pouvons placer et utiliser diverses applications à différentes endroits en même temps,.

### Points négatifs
Au niveau des critiques reçues, le Vision Pro n'exhibe que 49% des couleurs que l'œil peut voir. De plus, le champ visuel est assez réduit comparativement à d'autres casques tels que le Quest. Sa masse, située entre 600 et 650 grammes, est considérée comme trop importante car elle peut notamment donner des céphalées. D'autres critiques s'ajoutent également au niveau de la batterie qui est externe ou encore du fait que des accessoires viennent s'ajouter au coût déjà onéreux du casque. Dernièrement, l'absence de plusieurs applications d'envergure telles que Netflix et son prix exorbitant lui sont également reprochés.

### Critiques des utilisateurs
Après quelques jours d'utilisation, certains utilisateurs se plaignent des règles restrictive de l'App Store qui ne permettent pas aux utilisateurs de regarder des contenus pornographiques en 3D.

#### Critiques de personnalités
Après avoir testé l'Apple Vision Pro, Elon Musk a expliqué le 07 février 2024 sur Twitter que ce dernier ne l'avait pas époustouflé mais considère cependant que les prochaines versions du casques d'Apple seront meilleures.
Dans une vidéo postée le 14 février 2024 sur Instagram, Mark Zuckerberg explique sa déception par rapport au Apple Vision Pro. En effet, il juge que le casque à réalité mixte d'Apple est bien inférieur au Quest créé par son entreprise Meta. Même s'il admet que chaque casque a « des atouts différents », il assure que le casque de Meta est meilleur dans de nombreux domaines (masse moins élevée, plus grand nombre d'applications, meilleurs interactions entre les utilisateurs...).
Matthieu Brachetti, le CEO de Virtual Rangers, explique que la nouvelle création d'Apple est « le casque qu'on attendait dans le monde de la réalité augmentée ». Les limites des casques concurrents ont été dépassées avec le casque de la firme de Cupertino et qu'un tel casque est fructueux à de nombreux niveaux comme pour la culture ou encore l'éducation.

## Distinctions
Le 24 mai 2024, l'Apple Vision Pro a reçu le prix « Black Pencil » qui est la plus haute distinction délivrée par le British Design and Art Direction. Cette distinction récompense l'interface de l'appareil dans la catégorie Conception numérique. visionOS a également reçu le prix « Graphite Pencil » dans cette catégorie.